# Chalciporus piperatus
Chalciporus piperatus è un fungo basidiomicete.

## Descrizione della specie
Cappello
3-5 (10) cm di diametro, emisferico, poi convesso, liscio, vischioso a tempo umido
cuticoladifficilmente separabile dal cappello, colore cannella o giallo-rossastro
margineinvoluto, poi disteso
Tubuli
Lunghi fino a 8 mm, annessi, decorrenti o sub-decorrenti, rossastri.
Pori
Grandi, angolosi, irregolari, colore ruggine o rosso-bruni.
Gambo
4-10 x 0,5-1,2 cm, gracile, pieno, cilindrico, spesso incurvato, un po' ingrossato alla base, con superficie fibrillosa, rossastro, più chiaro all'apice, giallastro verso la base.
Carne
Tenera, gialla quella del gambo, giallastra quella del cappello e rossastra sotto la cuticola.
- Odore: leggero.
- Sapore: pepato.

Spore
7,8-9,9 x 3-4 µm, da fusiformi a ellissoidali, rosso-cannella in massa.

## Habitat
Cresce nei boschi misti, ma specialmente sotto conifere, dalla tarda estate a tutto l'autunno.

## Commestibilità
Commestibile ma sconsigliato, cucinato da solo, per il sapore molto pepato. Per questa stessa caratteristica, tuttavia, si presta a fare da condimento, sia fresco che essiccato e polverizzato.

## Etimologia
Dal latino piperatus = pepato, per il sapore molto pepato della sua carne.

## Sinonimi e binomi obsoleti
- Boletus piperatus Bull., Herbier de la France 10: tab. 451, fig. 2 (1790)
- Boletus piperatus Sowerby, Coloured figures of English Fungi or Mushrooms (London): tab. 451 (1786)
- Ceriomyces piperatus (Bull.) Murrill, Mycologia 1(4): 150 (1909)
- Ixocomus piperatus (Bull.) Quél., Flore mycologique de la France et des pays limitrophes (Paris): 414 (1888)
- Leccinum piperatum (Sowerby) Gray, A Natural Arrangement of British Plants (London) 1: 647 (1821)
- Suillus piperatus (Bull.) Kuntze, Revis. gen. pl. (Leipzig) 3(3): 535 (1898)